# Georges Zetter
Johann Georg Zetter, ou Jean Georges Zetter, plus souvent appelé Georg Zetter, ou Georges Zetter et également connu sous le nom de plume de "Friedrich Otte", est un poète germanophone alsacien, né le 4 mars 1819 à Mulhouse et décédé dans cette même ville le 21 octobre 1872.

## Biographie
Fils de Matthias Zetter, un négociant issu d'une vieille famille de Mulhouse, et d'Elisabeth née Gissler,, Georges Zetter suit d'abord une scolarité auprès de différents tuteurs privés, puis il fréquente le collège de sa ville natale et, dans les années 1830-1836, plusieurs établissements d'enseignement en Suisse allemande et romande. Il s'est senti particulièrement bien dans l'institution philanthropique privée de Johann Karl Christian Lippe, dont les méthodes étaient inspirées de Pestalozzi, au château de Lenzbourg en Suisse, où il reçut une bonne éducation française et allemande et put notamment se familiariser avec divers chefs-d'œuvre de la poésie allemande. Cette école, implantée dans une région regorgeant de vieux châteaux médiévaux (et en occupant elle-même un), éveilla très tôt en lui le goût de la poésie héroïque et chevaleresque, ce qui lui a inspiré beaucoup de ses ballades, romances et légendes, dont celles publiées plus tard dans son recueil Schweizersagen ("Contes suisses", paru en 1840 et réédité en 1842). Après un voyage à travers le sud de l'Allemagne, pendant lequel il rencontre les poètes romantiques souabes Ludwig Uhland et Gustav Schwab, il revient en 1836 dans sa ville natale pour se consacrer à l'entreprise paternelle. Il sera ensuite caissier de la maison Frères Koechlin à Mulhouse.
Mais il reste aussi fidèle à ses études de langue et littérature allemandes. De 1843 à 1848, il publie avec Auguste Stoeber les  Elsässischen Neujahrsblätter ("Feuilles alsaciennes du Nouvel An") et dirige de 1856 à 1866 le Elsässische Samstagsblatt ("Journal alsacien du samedi"), qui était à cette époque le seul organe de presse en allemand subsistant en Alsace et dans lequel il avait combattu avec persévérance pour maintenir la langue et la mentalité allemandes contre l'avancée de la francisation. Il collabora avec Auguste Stoeber dans la collecte de nombreuses légendes traditionnelles auprès des habitants de l'Alsace et dans les anciennes chroniques manuscrites ou imprimées. Cette collecte massive du fonds culturel populaire a permis à Stoeber de répertorier un très grand nombre d'inscriptions, d'expressions dialectales, de dictons, de proverbes et de légendes.  
Georges Zetter disparut de manière soudaine, noyé accidentellement dans le canal de Mulhouse pendant la nuit du 21 au 22 octobre 1872.

## Famille
Goerges Zetter épouse le 12 mai 1842, à Mulhouse, Marie Cécile Graff, née le 2 mars 1823. Ils auront 7 enfants,.

## Œuvres
Georges Zetter publia sous le nom de plume de Friedrich Otte : 
- Schweizersagen ("Contes suisses") (1840 et 1842)
- Liederkranz "Badenweiler" (Recueil de chants "Badenweiler")(2e éd. 1843)
- Gedichten ("poèmes") (1845)
- Aus dem Elsaß ("D'Alsace", recueil de poèmes) (1862).

## Pour approfondir